# تمثال نفرتيتي
 تمثال نفرتيتي  أحد أشهر الأعمال الأثرية المصرية القديمة، وهو تمثال نصفي مدهون من الحجر الجيري عمره أكثر من 3300 عام، نحته النحات المصري تحتمس عام 1345 ق.م تقريبًا، للملكة نفرتيتي زوجة الفرعون المصري إخناتون. جعل هذا التمثال من نفرتيتي أحد أشهر نساء العالم القديم، ورمز من رموز الجمال الأنثوي.
عثر عليه فريق تنقيب ألماني عن الآثار بقيادة عالم المصريات لودفيج بورشاردت في تل العمارنة بمصر عام 1912. وضع التمثال في عدة مواقع في ألمانيا منذ أن عثر عليه، بما في ذلك منجم ملح في ميركس-كيسلنباخ، ومتحف داهليم في برلين الغربية، والمتحف المصري في شارلوتنبورغ والمتحف القديم في برلين. ومنذ 2009، استقر التمثال في متحف برلين الجديد إلى الآن.
أصبح التمثال النصفي لنفرتيتي رمزًا ثقافيًا لبرلين وكذلك لمصر القديمة. كما أثار جدلاً عنيفًا بين مصر وألمانيا بسبب مطالبة مصر بإعادة القطع الأثرية المهربة إلى ألمانيا.

## التاريخ

### خلفية تاريخية

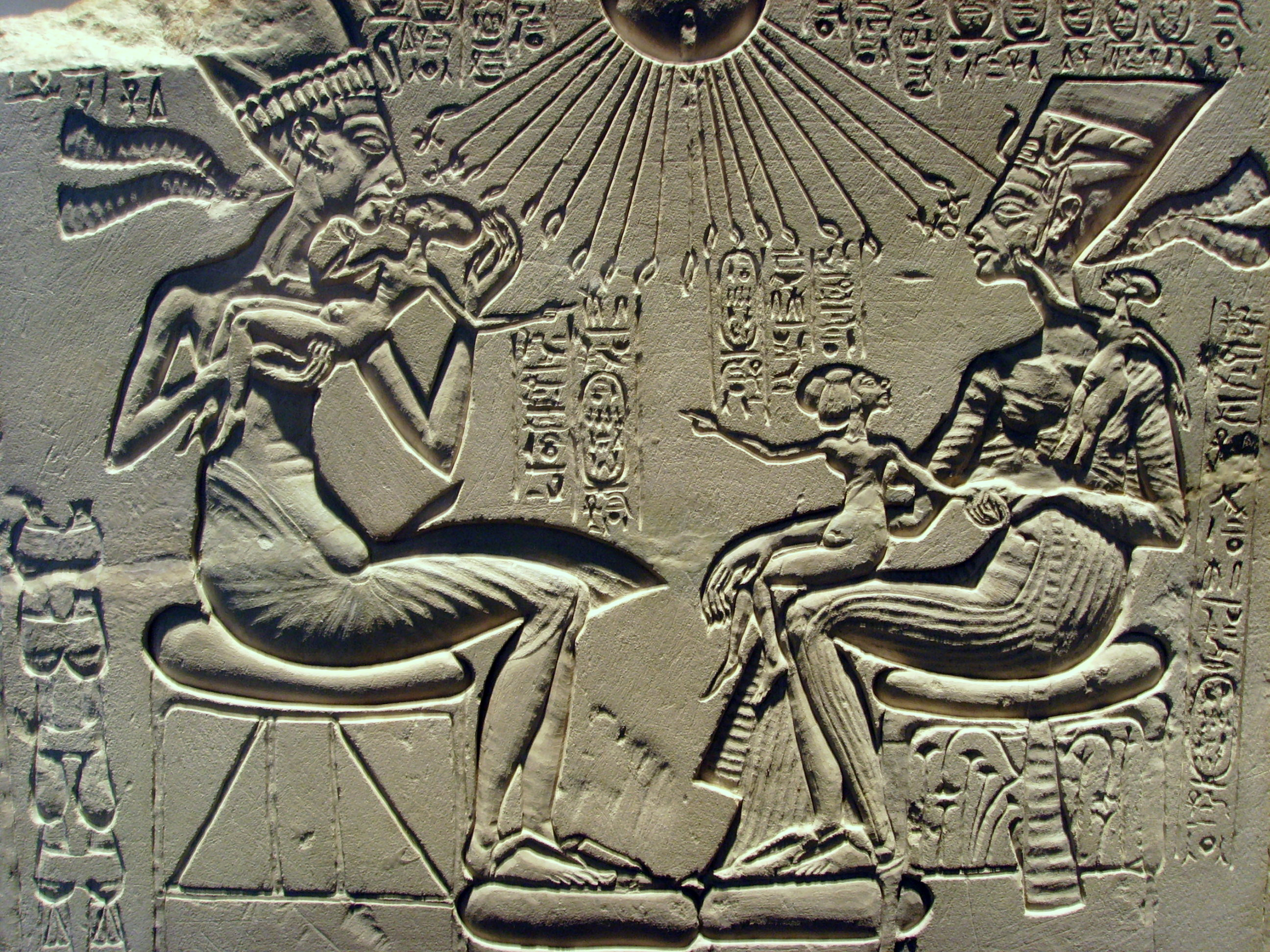
نقش أثري يصور إخناتون ونفرتيتي وبناتهما الثلاث، وفيه ترتدي نفرتيتي التاج يشبه التاج الذي ارتدته في تمثال نفرتيتي.

عاشت نفرتيتي في القرن الرابع عشر قبل الميلاد، زوجةً للفرعون المصري إخناتون أحد ملوك الأسرة الثامنة عشر في مصر القديمة. دعا إخناتون لديانة جديدة سميت الديانة الآتونية، تدعو لتوحيد عبادة قرص الشمس آتون. لا يعرف الكثير عن نفرتيتي، ولكن هناك نظريات تشير إلى أنها كانت من الأسرة الملكية أو أميرة أجنبية أو ابنة مسؤول حكومي رفيع يدعى آي، الذي أصبح فرعون بعد توت عنخ آمون. المؤكد أنها كانت زوجة لأخناتون، الذي حكم مصر من 1352 ق.م إلى 1336 ق.م. أنجبت نفرتيتي ست بنات لإخناتون، إحداهن هي عنخ إسن آتون (التي عرفت فيما بعد باسم عنخ إسن أمون) زوجة توت عنخ آمون. اختفت نفرتيتي من التاريخ في السنة الثانية عشرة من حكم إخناتون، ربما لوفاتها أو لأنها اتخذت اسمًا جديدًا غير معروف. كما ادّعى البعض أنها حكمت لفترة وجيزة بعد وفاة زوجها.

### اكتشاف التمثال
في 6 ديسمبر 1912، عثرت بعثة ألمانية للتنقيب على الآثار بقيادة عالم الآثار الألماني لودفيج بورشاردت على تمثال نفرتيتي في تل العمارنة، في ورشة عمل النحات المصري «تحتمس»، والتي عثر بها أيضًا على عدد من التماثيل النصفية التي لم تنته لنفرتيتي. وصف بورشاردت الاكتشاف في مذكراته، قائلاً:
| تمثال نفرتيتي | فجأة، أصبح بين أيدينا أفضل الأعمال الفنية المصرية الباقية. لا يمكن وصف ذلك بالكلمات، لا بد أن تراه. | تمثال نفرتيتي |

في عام 1924، عثر في أرشيف الشركة الشرقية الألمانية (التي تولّت أعمال التنقيب) على وثيقة حول اجتماع دار في 20 يناير 1913 بين لودفيج بورشاردت وبين مسؤول مصري رفيع لمناقشة تقسيم الاكتشافات الأثرية التي عُثر عليها في عام 1912 بين ألمانيا ومصر. ووفقًا للأمين العام لشركة الشرقية الألمانية (صاحب الوثيقة، الذي كان حاضرًا الاجتماع)، فإن بورشاردت كان عاقدًا العزم على أن يكون التمثال للألمان. ويشتبه في أن يكون بورشاردت قد أخفى قيمة التمثال النصفي الحقيقية، بالرغم من إنكاره لذلك.
اعتبر فيليب فاندنبرغ في صحيفة التايمز أن التمثال، بين أشهر 10 قطع أثرية مسلوبة. عرض بورشاردت على المسؤول المصري صورة ذات إضاءة سيئة للتمثال، كما أخفي التمثال في صندوق عند زيارة مفتش عام الآثار المصرية «غوستاف لوفبفري» للتفتيش. كشفت الوثيقة عن أن بورشاردت، ادعى أن التمثال مصنوع من الجبس، لتضليل المفتش. ألقت الشركة الشرقية الألمانية باللوم على إهمال المفتش، وأشارت إلى أن التمثال كان على رأس قائمة التقسيم، وأن الاتفاق كان نزيهًا.

### التمثال في ألمانيا

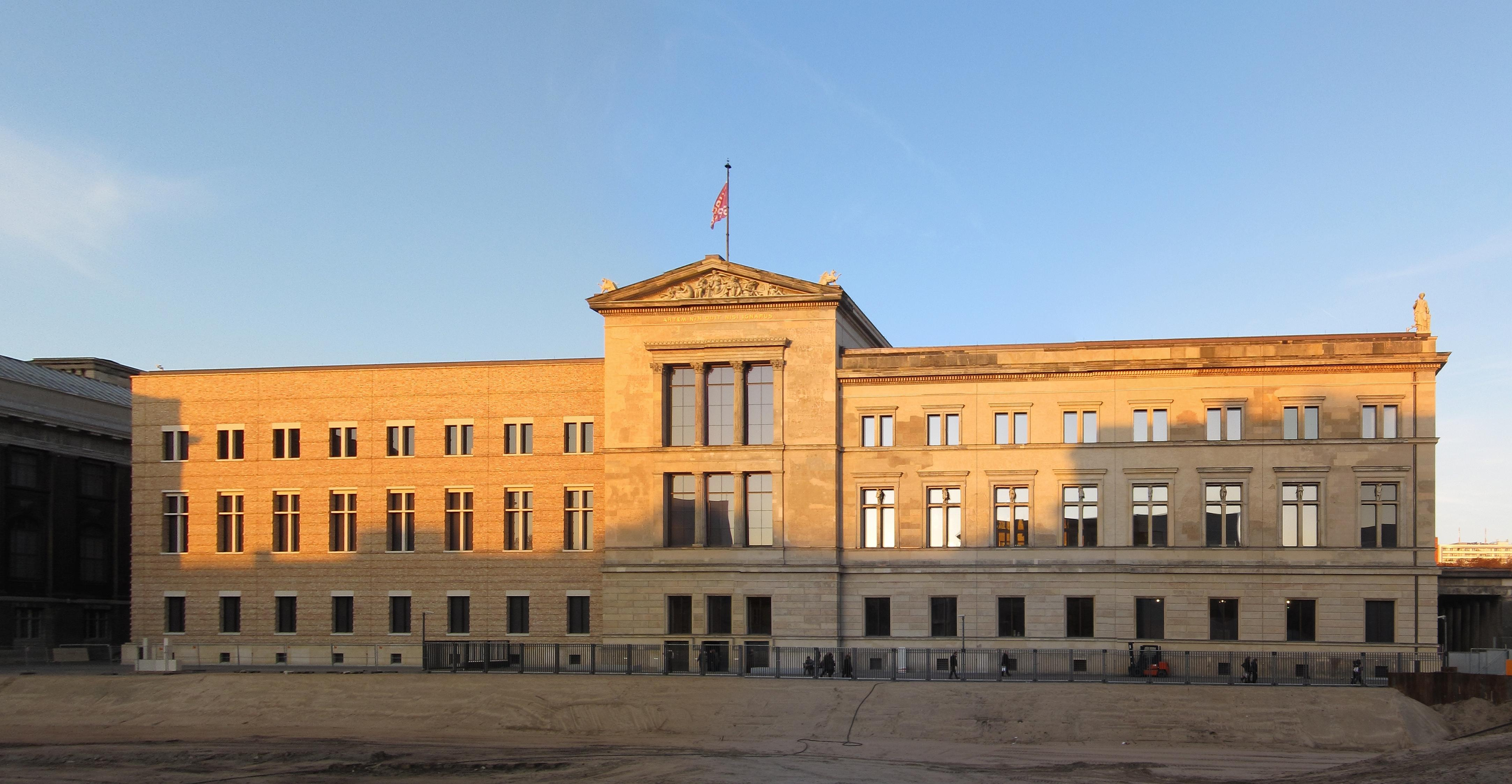
متحف برلين الجديد حيث استقر التمثال.

وصل التمثال إلى ألمانيا في عام 1913، حيث تم شحنه إلى برلين، وقُدّم إلى «هنري جيمس سيمون» تاجر الآثار وممول حفائر تل العمارنة. بقي التمثال عند سيمون حتى أعار التمثال وغيره من القطع الأثرية التي عثر عليها في حفائر تل العمارنة إلى متحف برلين. وعلى الرغم من عرض بقية مجموعة تل العمارنة منذ عام 1913، إلا أن تمثال نفرتيتي ظل في طي الكتمان بناء على طلب بورشاردت. وفي عام 1918، ناقش المسؤولون عن المتحف مسألة عرض التمثال للجمهور، ولكن مرة أخرى ظل التمثال دون عرض بناء على طلب بورشاردت. وهب سيمون التمثال لمتحف برلين نهائيًا في عام 1920. وأخيرًا في عام 1923، تم عرض التمثال لأول مرة للجمهور بعد موافقة كتابية من بورشاردت. في عام 1924، عرض على الجمهور كجزء من المتحف المصري ببرلين. نقل التمثال بعد ذلك ليعرض في متحف برلين الجديد حتى إغلاق المتحف في عام 1939، مع بداية الحرب العالمية الثانية. عندئذ، أفرغت متاحف برلين، ونقلت الآثار إلى ملاجئ آمنة للحفاظ عليها.
في البداية، خبأ تمثال نفرتيتي في قبو البنك الحكومي البروسي، ثم نقل إلى أحد المواقع العسكرية الحصينة في برلين في خريف عام 1941. في عام 1943، تعرض متحف برلين الجديد للقصف من قبل طائرات سلاح الجو الملكي البريطاني. وفي 6 مارس 1945، نُقل التمثال إلى منجم ملح ألماني في ولاية تورنغن. وفي مارس 1945، عثر الجيش الأميركي على التمثال، وأرسل إلى فرع الآثار والفنون الجميلة والأرشيف التابع للجيش، ثم نقل إلى البنك المركزي الألماني في فرانكفورت. وبعد ذلك، في أغسطس، شحن إلى نقطة التجمع الأمريكية في فيسبادن، حيث تم عرضه للجمهور في عام 1946. وفي عام 1956، أعيد التمثال إلى برلين الغربية، حيث عرض في «متحف داهليم». أصرت ألمانيا الشرقية في عام 1946، على عودة تمثال نفرتيتي إلى جزيرة المتاحف في برلين الشرقية، حيث كان التمثال معروضًا قبل الحرب. وفي عام 1967، نقل تمثال نفرتيتي إلى المتحف المصري في شارلوتنبورغ، وبقي هناك حتى عام 2005، عندما تم نقله إلى المتحف القديم. عاد التمثال لمتحف برلين الجديد، عند إعادة افتتاح المتحف في أكتوبر 2009. وبلغت قيمة التأمين على تمثال الملكة نفرتيتي 390 مليون دولار أمريكي، أي ما يقدر بـ 300 مليون يورو.

### المطالبة المصرية باستعادة التمثال
طالبت السلطات المصرية بعودة التمثال إلى مصر، منذ إزاحة الستار رسميًا عن التمثال في برلين في عام 1924. وفي عام 1925، هددت مصر بحظر التنقيب الألماني عن الآثار في مصر، إلا إذا أعيد تمثال نفرتيتي. في عام 1929، عرضت مصر مبادلة التمثال مقابل بعض الأعمال الفنية الأخرى، لكن ألمانيا رفضت. في الخمسينات، حاولت مصر مرة أخرى بدء مفاوضات حول التمثال، ولكن دون استجابة من ألمانيا. على الرغم من معارضة ألمانيا الشديدة لعودة التمثال إلى مصر، إلا أنه في عام 1933، طالب هيرمان غورينغ وزير سلاح الجو النازي بإعادة التمثال للملك فؤاد الأول كمبادرة سياسية. عارض هتلر الفكرة، وقال للحكومة المصرية، أنه سيبني متحفًا مصريًا جديدًا لنفرتيتي. وحين أصبح التمثال تحت سيطرة الأمريكيين، طالبت مصر الولايات المتحدة الأمريكية بتسليمها التمثال، إلا أن الولايات المتحدة الأمريكية رفضت، ونصحت مصر ببحث القضية مع السلطات الألمانية الجديدة. وفي عام 1989، زار الرئيس المصري محمد حسني مبارك تمثال نفرتيتي، وأعلن أنه «خير سفير لمصر» في برلين.
كما أعلن زاهي حواس الأمين العام المجلس الأعلى للآثار المصري، أن تمثال نفرتيتي ملك مصر، وأنه خرج من مصر بطريقة غير شرعية، وبالتالي ينبغي إعادته. وأن السلطات المصرية تعرضت للتضليل إزاء حيازة نفرتيتي عام 1912، كما طالب ألمانيا بإثبات صحة حيازتها للتمثال من الناحية القانونية. وفي عام 2005، طالب حواس اليونسكو بالتدخل لإعادة التمثال.
في عام 2007، هدد حواس بحظر معارض الآثار المصرية في ألمانيا، إذا لم تقرض ألمانيا تمثال نفرتيتي لمصر، ولكن دون جدوى. كما طالب حواس بمقاطعة عالمية لإقراض المتاحف الألمانية القطع الأثرية بادئً ما أسماه «الحرب العلمية». طالب حواس ألمانيا بإعارة التمثال لمصر في عام 2012، عند افتتاح المتحف المصري الجديد بالقرب من أهرامات الجيزة. وفي الوقت نفسه، انطلقت حملة بعنوان «رحلات نفرتيتي»، أطلقتها جمعيات تعاون ثقافي مقرها في هامبورغ في ألمانيا، حيث قاموا بتوزيع بطاقات بريدية تحمل صورة تمثال نفرتيتي مع عبارة «العودة إلى المرسل»، وكتبوا رسالة مفتوحة إلى وزير الثقافة الألماني «بيرند نيومان»، تدعم إعارة التمثال إلى مصر. في عام 2009، عندما عاد تمثال نفرتيتي لمتحف برلين الجديد، تجددت التساؤلات حول مدى ملاءمة برلين كموقع للتمثال.
حاول العديد من خبراء الفن الألمان دحض كل الادعاءات التي أدلى بها حواس حول خداع بورشاردت للسلطات المصرية عند الاتفاق على تقسيم الآثار، مستندين إلى وثيقة 1924. تحججت السلطات الألمانية بأن التمثال هش للغاية، وقد يتهشم أثناء نقله، وبأن الحجج القانونية لإعادته غير صحيحة. ووفقًا للتايمز فإن ألمانيا تخشى عدم عودة التمثال، إذا أعير لمصر.
في ديسمبر 2009، عرض فريدريك سيفريد مدير المتحف المصري في برلين على المصريين وثائق محفوظة لدى المتحف حول العثور على التمثال التي تتضمن البروتوكول الذي وقعه بورشاردت مع هيئة الآثار المصرية. في الوثائق، وصف التمثال بأنه تمثال جص ملون لأميرة. ولكن في مذكرات لودفيج بورشاردت، أشار بوضوح إلى أنه رأس نفرتيتي، وهو ما يثبت أن بورشاردت كتب هذا الوصف حتى تتمكن بلاده من الحصول على التمثال، وهو ما علق عليه حواس بأن هذه الوثائق تؤكد صحة إدعاء مصر بأن بورشاردت تصرف بشكل غير أخلاقي بقصد خداع. إلا أن مدير المتحف علق بأن سلطة الموافقة على عودة التمثال إلى مصر تقع بين مركز التراث الثقافي البروسي ووزير الثقافة الألماني.
يقول المؤرخ يورغن زيمرير إن التمثال نصفي لمصر:

## وصف التمثال

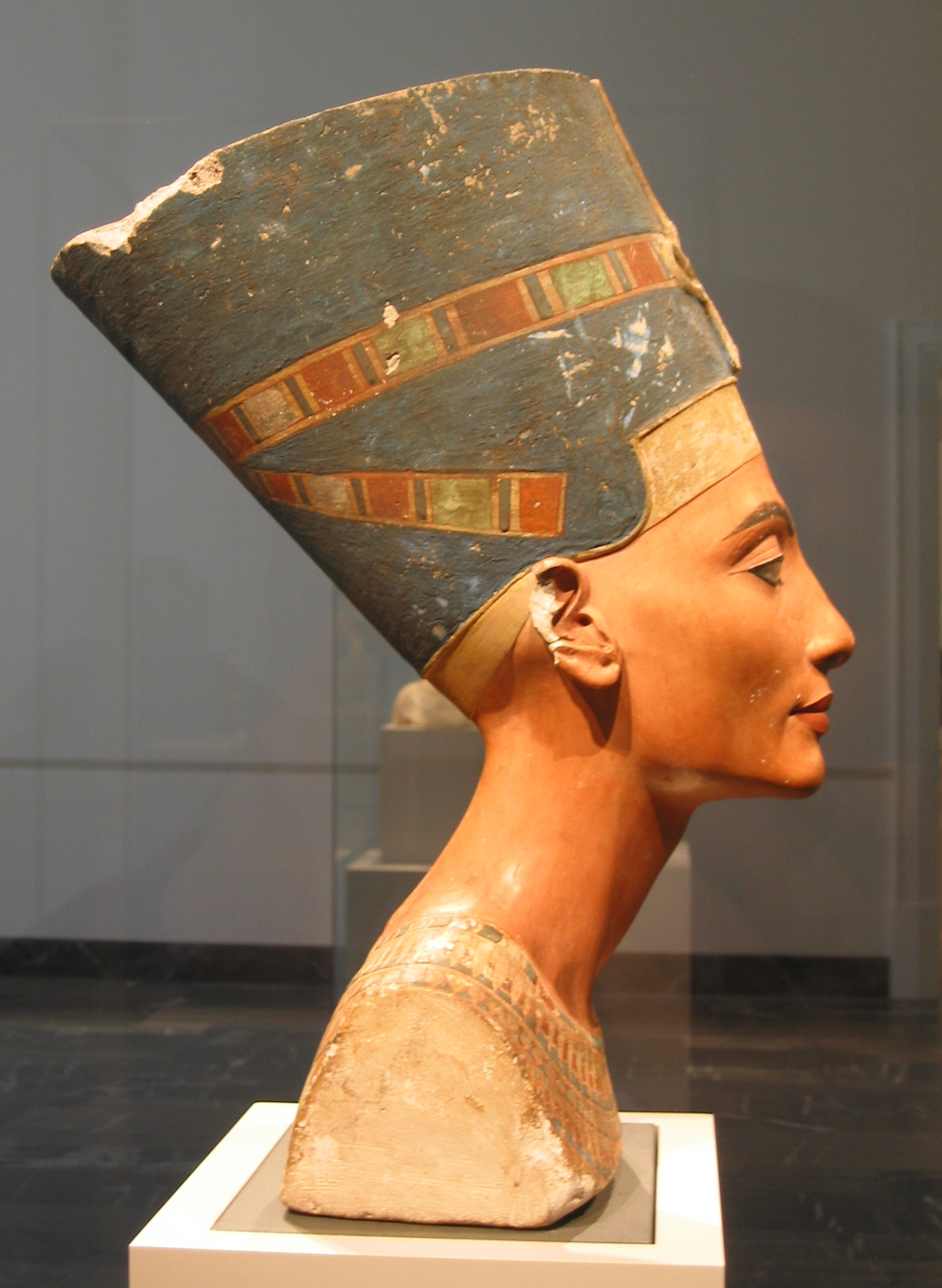
التمثال من اليمين
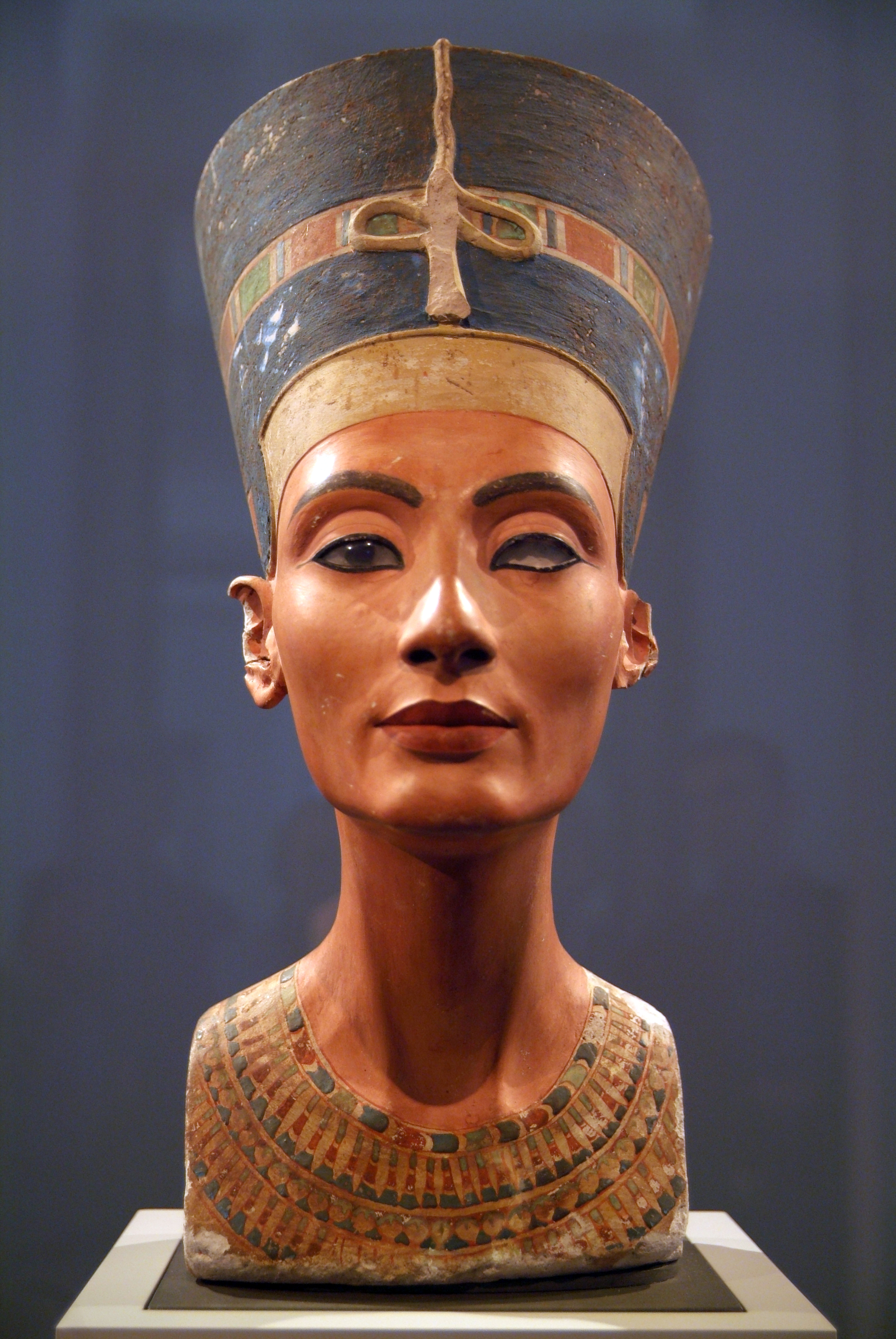
التمثال من الأمام
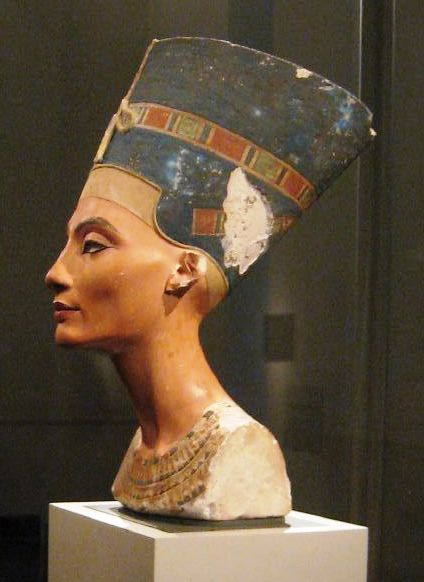
التمثال من اليسار
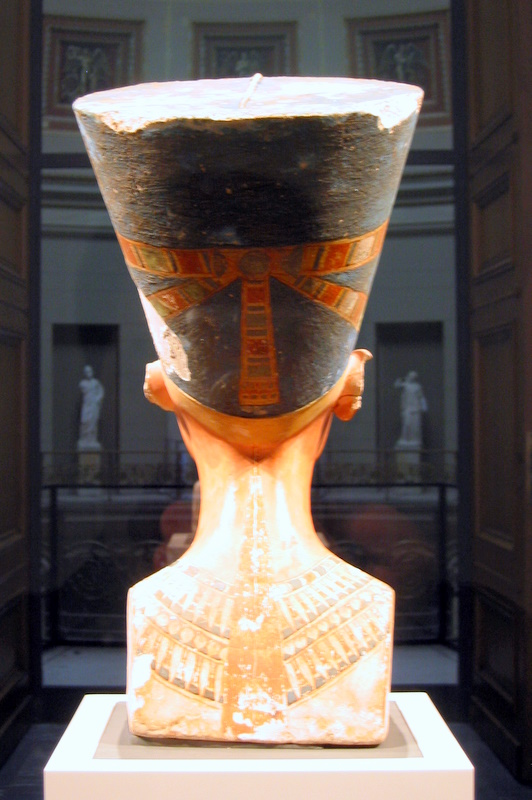
التمثال من الخلف

تمثال نفرتيتي طوله 47 سم، ويزن حوالي 20 كيلوجرام، وهو مصنوع من الحجر الجيري ملوّن بطبقة من الجص. جانبا الوجه متماثلان تمامًا، وهو في حالة سليمة تقريبًا، ولكن العين اليسرى تفتقر إلى البطانة الموجودة في اليمنى. بؤبؤ العين اليمنى من الكوارتز المطلي باللون الأسود والمثبت بشمع العسل، بينما خلفية العين من الحجر الجيري. ترتدي نفرتيتي تاجًا أزرق مميز مع إكليل ذهبي، وعلى جبينها ثعبان كوبرا (وهو مكسور الآن)، بالإضافة إلى قلادة عريضة منقوشة بالزهور. الأذنان أيضًا عانت من بعض الأضرار.
وفقًا لديفيد سيلفرمان، فإن تمثال نفرتيتي انعكاس لنمط الفن المصري الكلاسيكي، ولم يلتزم بنمط الفن العمارن الذي تم تطويره في عهد إخناتون. وظيفة التمثال بالضبط غير معروفة، إلا أنه يعد رمزًا للنحت في الفن المصري القديم.

### الألوان
أجرى لودفيج بورشاردت تحليلاً كيميائيًا للأصباغ الملونة للرأس، ونشرت النتائج في كتاب «صورة الملكة نفرتيتي» في عام 1923، وهي كالتالي:
- الأزرق: مسحوق سيراميكي، ملون بأكسيد النحاس.
- لون الجلد (أحمر فاتح): مسحوق جيري ملون بأكسيد الحديد الأحمر.
- الأصفر: من كبريتيد الزرنيخ.
- الأخضر: مسحوق سيراميكي، ملون بالنحاس وأكسيد الحديد.
- الأسود: من الفحم المثبّت بالشمع.
- الأبيض: من الطباشير (كربونات الكالسيوم).

### العين اليسرى المفقودة
عند اكتشاف التمثال، افترض بورشاردت أن قزحية العين اليسرى سقطت عندما خربت ورشة النحات تحتمس، ولكن فشلت عملية البحث المكثفة في العثور عليها في أنقاض الورشة. فقدان العين، أدى إلى تكهنات بأن نفرتيتي عانت من التهاب في العيون، وأنها فقدت عينها اليسرى في الواقع، على الرغم من وجود العين في تماثيل أخرى، مما يتناقض مع هذا الاحتمال.
ديتريش فيلدونج ادعى بأن التمثال الموجود في برلين، كان نموذجًا للصور الرسمية، وكان يستخدم من قبل شيخ النحاتين لتعليم تلاميذه كيفية نحت الهيكل الداخلي للعين، وبالتالي لم يتم إضافة القزحية اليسرى. وفي كتاب «الفن عبر العصور»، عرض سيلفرمان وجهة نظر مماثلة، وهي أن التمثال لم يستكمل عمدًا، بينما يعتقد حواس أن تحتمس صنع العين اليسرى، ولكن تدمرت في وقتٍ لاحق.

### الأشعة المقطعية
تم تصوير التمثال للمرة الأولى بواسطة الأشعة المقطعية في عام 1992، حيث أخذت عدة صور مقطعية بين كل منها 5 ملليمترات. وفي عام 2006، لاحظ ديتريش فيلدونج مدير المتحف المصري في برلين، عند تغيير توجيه الإضاءة الموجهة على التمثال عند عرضه في المتحف القديم حيث كان يعرض حينئذ، وجود تجاعيد على رقبة نفرتيتي وتحت عينيها، مما يوحي بأن النحات تحتمس حاول تصوير علامات الشيخوخة على التمثال. أوضحت الأشعة المقطعية صحة ملاحظات فيلدونج، فقد أضاف تحتمس طيّات من الجبس تحت العينين وعلى الرقبة، في محاولة منه لإتقان نحته.

## الجدل حول التمثال

### جسد نفرتيتي
في عام 2003، سمح المتحف المصري في برلين للفنانين المجريان أندراس جاليك وهافاس بالينت، بوضع التمثال النصفي على تمثال شبه عاري لامرأة من البرونز، لتصويره بالفيديو ليتم عرضه في بينالي فينيسيا «مهرجان الفن المعاصر». سمي المشروع بـ «جسد نفرتيتي»، وفقًا للفنانين فقد كان الهدف من العرض إظهار الإجلال للتمثال النصفي. أما فيلدونج مدير المتحف، فقد رأى في العرض «تواصل بين العالم القديم والفن المعاصر». ومع ذلك، اعتبر المسؤولون عن الثقافة المصرية العرض جريمة، وأعلنوا أن العرض وصمة عار لأحد الرموز الكبرى في تاريخ مصر. ونتيجة لذلك، مُنع فيلدونج وزوجته من استكمال استكشافاتهما في مصر. وأعلن وزير الثقافة المصري فاروق حسني، أن نفرتيتي «ليست في أيدٍ أمينة»، ورغم أن مصر لم تجدد مطالباتها بالاعتذار عن هذا الحدث نظرًا للعلاقات الجيدة مع ألمانيا، لكن اعتبر هذا الحدث غير مقبول.

### الادعاءات حول زيف التمثال
ادعى كل من الكتاب الفرنسي تمثال نفرتيتي - عملية احتيال في علم المصريات؟" لمؤرخ الفن السويسري هنري ستيرلين وكتاب "الحلقة المفقودة في علم الآثار" للكاتب والمؤرخ الألماني إدروجان إرشيفان على حد سواء، أن تمثال نفرتيتي ما هو إلا خدعة حديثة، حيث يرى ستيرلين أن بورشاردت صنع التمثال لاختبار الأصباغ القديمة، وأنه عندما أعجب الأمير البروسي "يوهان جورج" بالتمثال، تظاهر بورشاردت بأنه حقيقي لتجنب إحراج الأمير. كما يعتقد ستيرلين بأن فقدان العين اليسرى للتمثال، إنما هو تعبير عن عدم الاحترام في مصر القديمة. أما إرشيفان فيعتقد بأن زوجة بورشاردت كانت هي النموذج للتمثال. كما أكد كلا المؤلفان أنه لم يتم الكشف عنه للجمهور إلا في عام 1924، لأنه ما هو إلا خدعة وهمية. هناك نظرية أخرى تفترض أن النسخة الحالية لتمثال نفرتيتي صنعت في الثلاثينات، بناءً على أوامر أدولف هتلر، وأن النسخة الأصلية فقدت خلال الحرب العالمية الثانية.
نفى ديتريش فيلدونج تلك الادعاءات معتبرًا إياها دعاية، حيث أن الاختبارات الإشعاعية والأشعة المقطعية المحللة بالحاسب الآلي وتحليل المواد أثبتت صحة التمثال وأنه ليس خدعة. كما أثبتت مطابقة الأصباغ المستخدمة في التمثال، وتلك المستخدمة من قبل فناني مصر القديمة، والأشعة المقطعية التي أجريت عام 2006، أنه التمثال دون شك حقيقي. نفت السلطات المصرية أيضًا نظرية ستيرلين، وقال زاهي حواس أن ستيرلين ليس مؤرخًا، وأنه يهذي.

## التمثال كرمز ثقافي
أصبح تمثال الملكة نفرتيتي واحد من أكثر القطع الفنية إثارة للإعجاب، وبمثابة نجمة في سماء متاحف برلين. كما اعتبر رمزًا للجمال، فهو يعرض امرأة ذات عنق طويل وحواجب أنيقة مقوسة وعظام بارزة وأنف نحيل وابتسامة غامضة وشفاة حمراء، مما جعل من نفرتيتي واحدة من أجمل وجوه العصور القديمة. كما يعتبر أشهر تمثال من الفن القديم، ولا يماثله شهرة سوى قناع توت عنخ آمون.
في عام 1930، وصفت الصحافة الألمانية تمثال نفرتيتي بأنه تمثال ملكتهم الجديدة، وأنه تربع على عرش الكنوز الفنية الألمانية، وأن نفرتيتي ستعيد تأسيس الهوية الوطنية الإمبراطورية الألمانية بعد عام 1918. وصف هتلر التمثال بأنه «تحفة فنية فريدة من نوعها، وأنه كنزًا حقيقيًا»، وتعهد ببناء متحف ليحتويه. وفي السبعينات، أصبح التمثال رمزًا للهوية الوطنية لكل من ألمانيا الشرقية وألمانيا الغربية اللتان تأسستا بعد الحرب العالمية الثانية. أصبح تمثال نفرتيتي رمزًا ثقافيًا لبرلين. وبلغ عدد زواره نحو 500,000 شخص سنويًا. كما اعتبر التمثال أفضل عمل فني من مصر القديمة، عبر كل العصور القديمة.
وفي عام 1989، أصبح وجه نفرتيتي على البطاقات البريدية في برلين وعلى الطوابع البريدية الألمانية. وفي عام 1999، ظهر التمثال على الملصقات الانتخابية لحزب الخضر الألماني، وهو بمثابة وعد بعالم متعدد الثقافات مع شعار «امرأة برلين القوية». ووفقًا لكلوديا بريجر، فهناك سبب آخر لارتباط تمثال نفرتيتي بالهوية الوطنية الألمانية، وهو المنافسة مع البريطانيين الذين اكتشفوا مقبرة توت عنخ آمون، ومن ثم حكموا مصر.